# Michael Gazzaniga
Michael S. Gazzaniga (ur. 12 grudnia 1939) – amerykański psycholog, profesor psychologii na University of California w Santa Barbara, gdzie kieruje SAGE Center for the Study of the Mind.
W 1961 roku ukończył Dartmouth College. W 1964 otrzymał Ph.D. z psychobiologii na California Institute of Technology, gdzie pracował pod kierunkiem Rogera Sperry’ego, zajmując się zagadnieniem wpływu przecięcia spoideł mózgu (zob. spoidło przednie, tylne i wielkie) na jego funkcje. W czasie tych badań utworzono pojęcie „mózgowego interpretatora”:

Lewa półkula [mózgu] snuje swą opowieść po to, by przekonać siebie oraz ciebie, że ma nad wszystkim pełną kontrolę…
Interpretator naprawdę stara się, aby nasza narracja była logiczna

Publikacje (wybór)
- Gazzaniga, M.S. (2015). Tales from both sides of the brain: A life in neuroscience. New York, NY: Ecco/HarperCollins.
- Gazzaniga, M.S., Mangun, G.R. (Eds.). (2014). The cognitive neurosciences (5th ed.). Cambridge, MA: The MIT Press.
- Gazzaniga, M. (2012). Who’s in charge? Free will and the science of the brain. New York, NY: Ecco/HarperCollins.
- Bassett, D.S., Gazzaniga, M.S. (2011). Understanding complexity in the human brain. Trends in Cognitive Sciences, 15(5), 200-209.
- Putnam, M.C., Steven, M.S., Doron, K.W., Riggall, A.C., Gazzaniga, M.S. (2010). Cortical projection topography of the human splenium: hemispheric asymmetry and individual differences. Journal of Cognitive Neuroscience, 22(8), 1662-1669.
- Gazzaniga, M.S. (2009). Human: The science of what makes us unique. New York, NY: Ecco/HarperCollins.
- Gazzaniga, M.S. (2005). The ethical brain: The science of our moral dilemmas. New York, NY: Dana Press.
- Gazzaniga, M.S. (2000). Cerebral specialization and interhemispheric communication: Does the corpus callosum enable the human condition? Brain, 123(7), 1293-1326.
- Greely, H., Sahakian, B., Harris, J., Kessler, R.C., Gazzaniga, M., Campbell, P., Farah, M.J. (2008). Towards responsible use of cognitive-enhancing drugs by the healthy. Nature, 456(7223), 702-705.
- Gazzaniga, M.S. (1998). The mind's past. Berkeley, CA: University of California Press.
- Gazzaniga, M.S. (1985). The social brain: Discovering the networks of the mind. New York, NY: Basic Books.
- Gazzaniga, M.S., LeDoux, J.E. (1978). The integrated mind. New York, NY: Plenum Press.
- Gazzaniga, M.S. (1970). The bisected brain. New York, NY: Appleton-Century-Crofts.
- Gazzaniga, M.S., Sperry, R.W. (1967). Language after section of the cerebral commissures. Brain, 90(1), 131-148.
- Gazzaniga, M.S., Bogen, J. E., Sperry, R.W. (1965). Observations on visual perception after disconnexion of the cerebral hemispheres in man. Brain, 88(2), 221-236